# Hiroki Miyazawa
Hiroki Miyazawa (宮澤 裕樹 Miyazawa Hiroki?, Hokkaido, 28 de junio de 1989) es un futbolista japonés que juega como centrocampista en el Hokkaido Consadole Sapporo.

## Trayectoria

### Clubes
| Club                       | País  | Año   |
| -------------------------- | ----- | ----- |
| Hokkaido Consadole Sapporo | Japón | 2008- |